# Candomblé
El candomblé, culto de los orishas, de origen totémico y familiar, es una de las religiones afrobrasileñas practicadas principalmente en Brasil, aunque ha llegado a los países vecinos como Argentina, Paraguay, Uruguay, Venezuela, Chile y hasta México.
La religión tiene por base al ánima (alma) o espíritu de la naturaleza y por tanto es clasificada como animista.
Se presume que sacerdotes animistas que fueron esclavizados y transportados al Brasil y a colonias españolas trasmitieron sus creencias y cultura a otros esclavos, los que finalmente escaparon y formaron asentamientos de cimarrones, llamados también quilombos junto a sus orixás/nkisis/voduns, su cultura y sus dialectos entre 1549 y 1888.
Pese a estar confinado originalmente a reductos y asentamientos de cimarrones, prohibido por la Iglesia católica y hasta criminalizado por algunos gobiernos, el candomblé prosperó durante cuatro siglos y se expandió notablemente después de la Ley Áurea en territorios del Imperio de Brasil. Hoy es una de las principales religiones establecidas, con seguidores de todas las clases sociales y decenas de miles de templos (llamados terreiros). En censos recientes aproximadamente 3 millones de brasileños (1,5 % de las población total) declararon al candomblé como su religión. En Salvador de Bahía existen 2230 terreiros registrados en la Federación Baiana de Cultos Afrobrasileños. Además, en la cultura brasileña las religiones no se ven como exclusivas y según algunas organizaciones culturales afrobrasileñas hasta 70 millones de personas participan en rituales del candomblé, regular u ocasionalmente.
Los Orixás del candomblé, hoy los rituales y las fiestas son parte de la cultura y el folclore brasileños.
El candomblé no debe ser confundido con Umbanda o Batuque, otras dos religiones afrobrasileñas de similar origen, ni con otras religiones afroderivadas como el vudú haitiano, la santería cubana o el Palo Mayombe, las cuales surgieron independientemente del candomblé y son virtualmente desconocidas en Brasil.

## Orígenes
Las personas afrobrasileñas esclavizadas pertenecían a diversos grupos étnicos como los yoruba, los ewe, los fon y los bantú. Como la religión se volvió semiindependiente en regiones diferentes del país y entre grupos étnicos diferentes, “divisiones” o naciones surgieron distinguidas entre sí principalmente por el conjunto de divinidades veneradas, el atabaque (música) y la lengua sagrada, usada en los rituales.
La siguiente es una clasificación poco rigurosa de las principales naciones y subnaciones, de sus religiones de origen, y de sus lenguas sagradas:
- Nagó o yoruba.
  - Ketu o queto (Bahía) y casi todos los estados (lengua yoruba).
  - Efan en Bahía, Río de Janeiro y São Paulo.
  - Ijexá, principalmente en Bahía.
  - Mina-nago o tambor de mina, en el Maranhão.
  - Nago egbá o xangó del Noreste, en Pernambuco, Paraíba, Alagoas, Río de Janeiro y San Pablo.
  - Xambá en Alagoas y Pernambuco (esta subnación está casi extinta).
  - Funfún o panameño (esta nación es casi desconocida por manifestarse en las zonas de menores recursos de Panamá y Venezuela).
- Bantú, angola y congo (Bahía, Pernambuco, Río de Janeiro, San Pablo, Minas Gerais, Goiás, Río Grande do Sul). Su lengua sagrada es una mezcla de bantú, kikongo y kimbundu.
  - Candomblé de caboclo (entidades nativas indígenas)
- Jeje. Esta palabra viene del vocablo yoruba adjejé, que significa ‘extranjero, forastero’. Nunca existió ninguna nación jeje en África, lo que se llamó jeje fue el candomblé surgido de los pueblos venidos de la región Dahomé y los pueblos mahins. Eran llamados así peyorativamente por los yoruba todos los que vivían al este y los manis vivían al este, mientras que los saluvá o savalu eran pueblos del sur. El término saluvá o savalu viene de savé, que era el lugar donde se adoraba a Naná. Al oeste vivían los abomey y al norte los ashantis.

Todas estas tribus eran pueblos jeje y tenían por lengua sagrada la lengua ewe y la lengua fon.
Otros grupos jeje son jeje mina, el Tambor de Mina (en San Luis del Maranhão) y babacué (en Pará).

## Creencias

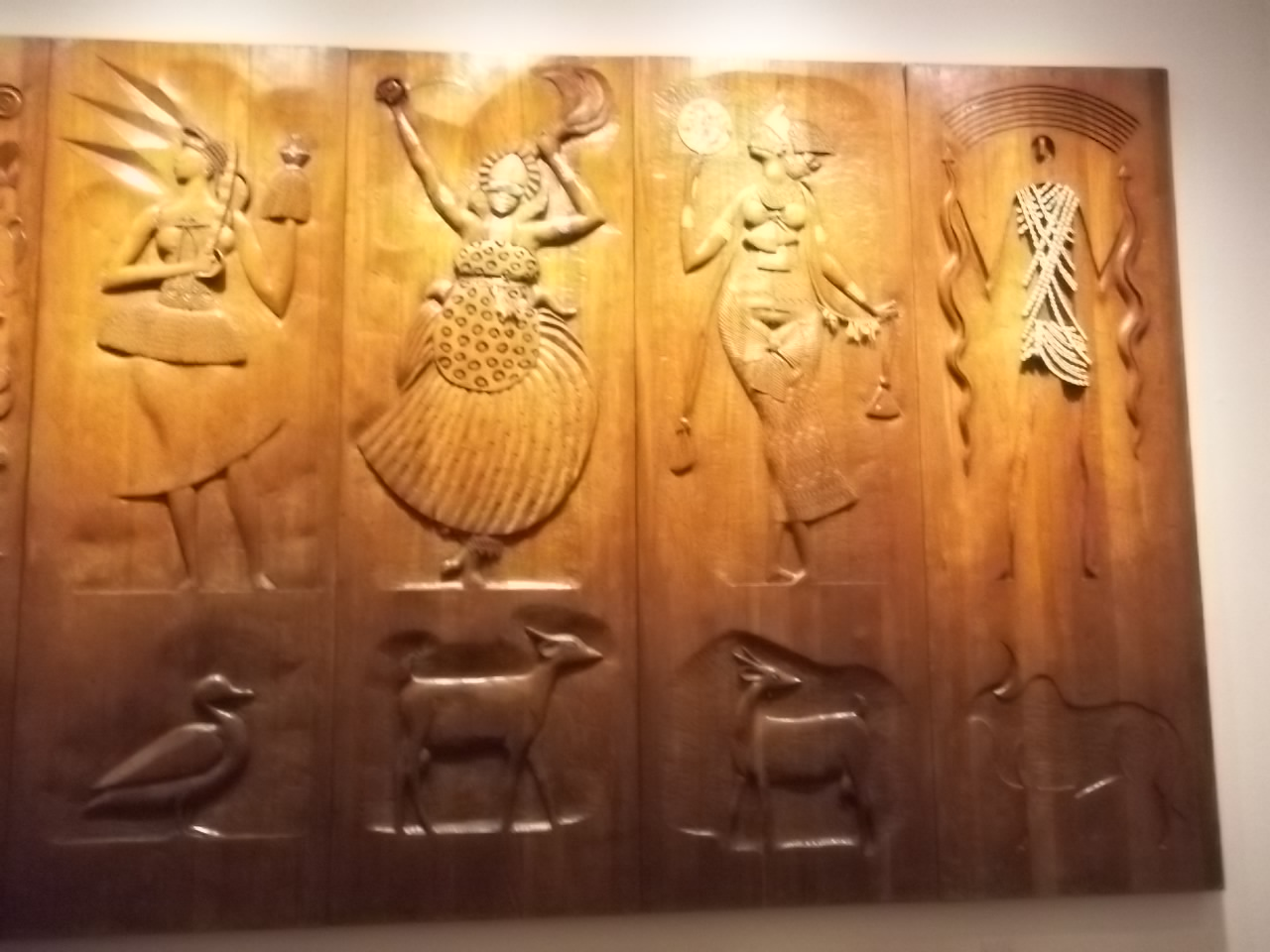
Tallas en cedro de Carybé, representando los orixás del candomblé de Bahía, en el Museo Afro-Brasileiro de Salvador de Bahia.

El candomblé es una religión henoteísta, el dios principal para la nación ketú es Olorum, para la nación bantú es Zambi y para la nación jeje es Mawu.
Son naciones independientes en la práctica diaria y, en virtud del sincretismo existente en Brasil, la mayoría de los participantes consideran al dios principal de su panteón como equivalente al Dios de la Iglesia católica.
Los Orixás/Inquices/Voduns reciben homenajes regulares con ofrendas, cánticos, danzas y vestimenta especial.
Así, cuando hay referencia mitológica a una divinidad creadora, esa divinidad tiene tanta importancia en el día a día de los miembros del terreiro, como es el caso del Dios Cristiano, que la mayoría de las veces son confundidos con dioses.
- Los Orixás de la mitología yoruba fueron creados por el dios supremo, Olorun (Olorum) de los yoruba;
- Los Voduns de la mitología fon o mitología ewe fueron creados por Mawu, el dios supremo de los Fon;
- Los Nkisis de la mitología bantú, fueron creados por Zambi, Zambiapongo, dios supremo y creador.

El candomblé rinde culto, entre todas las naciones, a cincuenta de las centenas de deidades antes adoradas en África.
Sin embargo, en la mayoría de los terreiros de las grandes ciudades, son dieciséis las más adoradas.
Lo que sucede es que algunas divindades tienen "cualidades", que pueden ser adoradas como un diferente Orixá/Inquice/Vodun en uno u otro terreiro.
Entonces, la lista de divinidades de las diferentes naciones es grande, y muchos Orixás de ketu pueden ser "identificados" como los Voduns de los jejé o Inquices de los bantú en sus características, pero en la realidad no son los mismos: sus cultos, rituales y toques son totalmente diferentes.
Los Orixás tienen personalidades, habilidades, preferencias y rituales individuales, y están ligados a un fenómeno natural específico (un concepto no muy diferente al Kami del sintoísmo).
Toda persona es escogida al nacer por uno o varios "patronos" Orixá, que un babalorixá identificará.
Algunos Orixás son "incorporados" por personas iniciadas durante rituales del candomblé; otros —como los llamados Funfun (blancos), que tomaron parte en la creación del mundo— no.

## Sincretismo
En el tiempo de las senzalas, los negros, para poder rendir culto a sus Orixás, Inquices y Voduns usaban como camuflaje altares con imágenes de santos católicos, aunque según algunos investigadores este sincretismo ya había comenzado en África, inducido por los propios misioneros para facilitar la conversión.
Después de la liberación de los esclavos comenzaron a surgir las primeras casas de candomblé y para entonces la religión había incorporados muchos elementos del catolicismo, crucifijos e imágenes eran exhibidos en los templos y Orixás eran frecuentemente identificados con santos católicos.
Algunas casas de candomblé también incorporaron entidades caboclos que eran consideradas paganas, como los Orixás.
Pero al usar imágenes y crucifijos, surgieron persecuciones por parte de las autoridades y por la Iglesia, que veían al candomblé como paganismo y 
brujería.
En los últimos años, ha crecido un movimiento "fundamentalista" en algunas casas de candomblé que rechazan el sincretismo con elementos cristianos y procuran recrear un candomblé "más puro" basado exclusivamente en elementos africanos.

## Templos
Los templos de candomblé son llamados casas, roças o terreiros.
Las casas pueden ser de linaje matriarcal, patriarcal o mixto:
- Casas pequeñas, que son independientes, poseídas y administradas por el babalorixá o iyalorixá dueño de casa y por el Orixá principal. En caso de fallecimiento del dueño, la sucesión en la mayoría de las veces recae sobre parientes consanguíneos (para cuando las casas son matriarcales o patriarcales). Se busca también entre la comunidad los babalorixás que estén preparados para la administración de la casa.
- Casas grandes (ilé), que son organizadas y tienen una jerarquía rígida. La propiedad del edificio no es del sacerdote, sino que pertenece a alguna organización civil.

La progresión en la jerarquía depende del aprendiz y su desempeño en los largos rituales de la iniciación.
En caso de muerte de una iyalorixá, la sucesora es escogida, generalmente entre sus hijas, por medio del juego de adivinación Opele-Ifa o tirada de búzios.
Si la sucesión es muy disputada o no se encuentra un sucesor, esto conduce frecuentemente al cierre de la casa.
Es por esto que en Brasil hay solo 3 o 4 casas que rondan los 100 años.

## Sacerdocio
En las religiones afrobrasileñas el sacerdocio se divide en:
- Babalorixá o Iyalorixá: sacerdote de Orixás
- Doté o doné: sacerdote de Voduns
- Tateto y mameto: sacerdote de Inquices
- Babalawo: sacerdote de Orunmila-Ifa del culto de Ifá
- Bokonon: sacerdote del Vodun Fa
- Babalosaim: sacerdote de Ossaim
- Babaojé: sacerdote del Culto a los Egungun
- Caciques o antiguamente llamados MESTRES: sacerdotes de la umbanda

## Temas polémicos

### La lucha contra elracismoydiscriminaciónreligiosa
Manuel Raimundo Querino, un abolicionista persistente, luchó contra las persecuciones de quienes practicaban religiones afrobrasileñas consideradas religiones bárbaras y paganas.
Procópio Xavier de Sousa, también conocido como Procópio de Ogum, obtuvo su reconocimiento a través de la participación en la legitimidad de la religión de candomblé, durante las persecuciones a las Religiones Afrobrasileñas promovidas por las autoridades del Estado Novo.
En ese período el "Ilê Ogunjá" fue invadido por la policía de Bahía, con la supervisión del famoso delegado "Pedrito Gordo".
Procópio fue detenido y golpeado.
El periodista "Antônio Monteiro" fue una de las personas que ayudaron en la liberación de Procópio. Con este evento, "caso Pedrito" fue registrado el nombre de Procópio en la historia popular de la Bahía incluso como parte de una letra musical de Samba de Roda:
"Procópio tava na sala, esperando santo chegá, quando chegou seu Pedrito, Procópio passa pra cá. Galinha tem força n'asa, o galo no esporão, Procópio no candomblé Pedrito no facão" (samba de roda, autor desconocido)

El Jornal da Bahia, de 3 de mayo de 1855, se refiere a una reunión en la casa Ilê Iyá nassô: "Ellos fueron detenidos y puestos a disposición de la policía: Cristóvão Francisco Tavares, Africano emancipado, María Salomé, Joana Francisca, Leopoldina María da Conceição, Escolástica María da Conceição, Criollos libres; los esclavos Rodolfo Araújo Sá Barreto, mulato; Melônio, crioulo, y las africanas María Tereza, Benedita, Silvana... estaban en el lugar llamado Engenho Velho, en una reunión que llamó de candomblé.
Pierre Verger

A finales del siglo XX y principios del siglo XXI Valdina Pinto de Oliveira (1943-2019)  conocida como Makota Valdina fue una relevante defensora de la libertad de culto en Brasil y líder religiosa candomblé del Terreiro Tanuri Junçara en Salvador de Bahia.

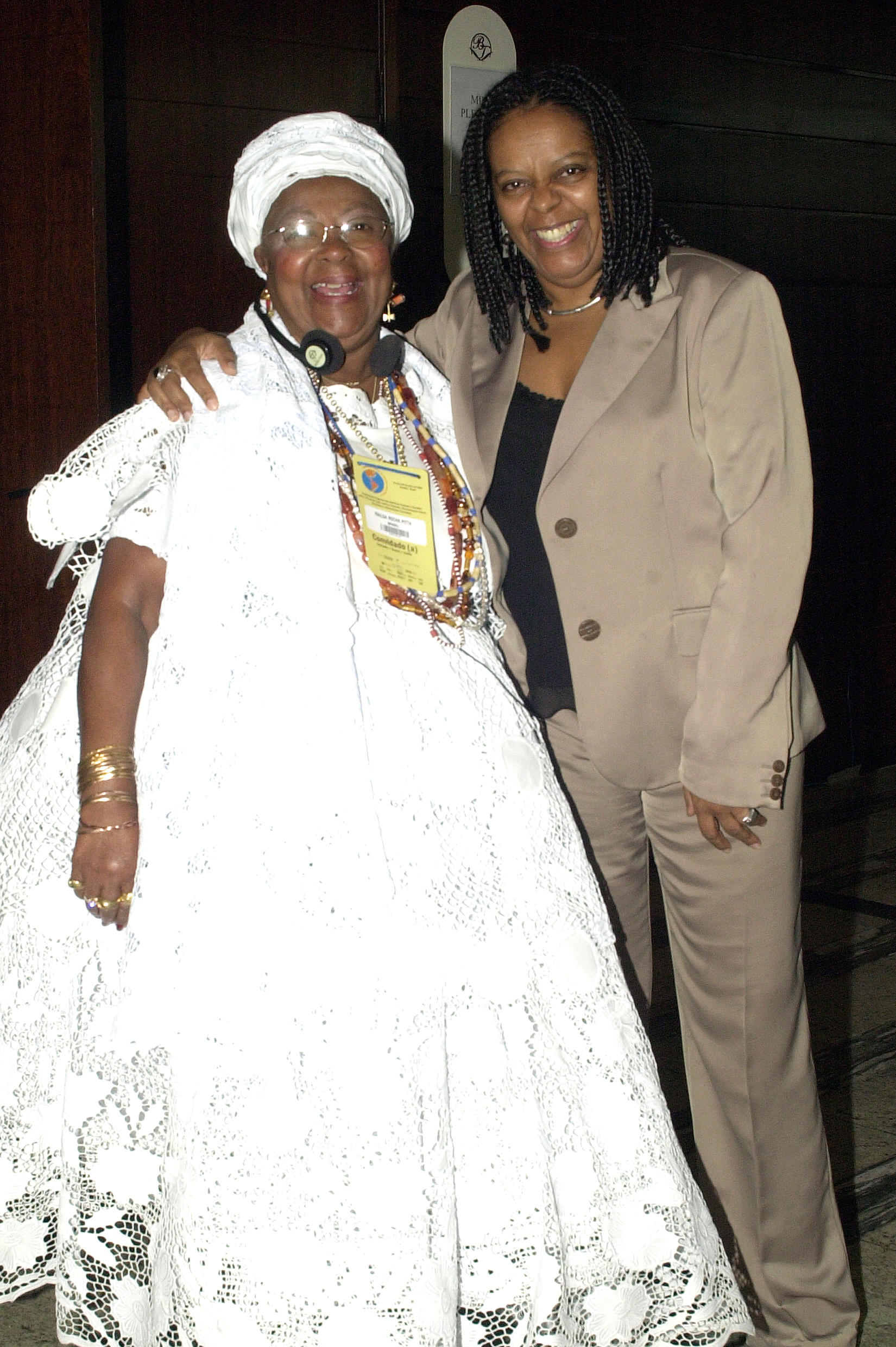
Brasilia: la ministra Matilde Ribeiro (de la Secretaría Especial de Políticas de Promoción de la Igualdad) con la bahiana Madre de Santo Raida (en la Conferencia Regional de las Américas).

La intolerancia y la persecución a las religiones afrobrasileñas continúa. La libertad religiosa en la Constitución Brasileña no siempre se respeta.
- Cultura yoruba, conferencia de Juárez Tadeu de Paula Xavier[3]

Abdias do Nascimento hablando en una entrevista concedida al Portal Afro dijo: "Los cultos Afrobrasileños son un asunto para la policía. Hasta el momento, en los museos de la policía de Río de Janeiro y de Bahia, pueden encontrarse artefactos culturales secuestrados. Son piezas que demuestran la supuesta delincuencia o anormalidad mental de la comunidad negra. En Bahia, el Instituto Médico Legal Nina Rodrigues, el Instituto Nina Rodrigues muestra exactamente esto: que el negro era un camarada con un desequilibrio en la cabeza a tener sus propias creencias, sus valores, su liturgia y su culto. No podían aceptar esto".

### Homosexualidad
La homosexualidad está presente en la mayoría de las religiones, pero oculta, y sin duda encubierta y a menudo negada por los propios homosexuales.
En el candomblé la homosexualidad es discutida ampliamente y aceptada hoy en día, pero hubo un periodo en que los varones homosexuales no podían ser iniciados como rodantes (término utilizado para las personas que entran en trance), no se permitía que un hombre danzase la rueda de candomblé, incluso aunque estuviese en trance.
El más famoso y revolucionario gay del candomblé fue Joãozinho de Goméia, que afrontó la oposición de las matriarcas y ocupó su espacio por el cual se le conoce internacionalmente. Había muchos otros, pero ninguno logró igualarlo en audacia y popularidad.[cita requerida]

### Aborto inducido
En las religiones afrobrasileñas, que en su mayoría derivan de las religiones tribales de África, están contra el aborto y una de las razones es la religiosa. Los africanos ven a su hijo como la continuación de su vida, el hijo es la cosa más preciosa que el hombre africano puede tener. Como resultado, fueron llevados a Brasil algunos conceptos.
- Concepto social: amparan la orientación de las adolescentes y las mujeres embarazadas.
- Concepto religioso: Oxum, que rige el proceso de la fecundidad, se encarga del embrión, previene el aborto espontáneo, no aprueba el aborto inducido, mantiene el feto vivo y sano en el vientre de la madre antes del nacimiento. Una mujer cuando no logra el embarazo pide ayuda a Oxum.
- Concepto legal: sólo se aprueba la interrupción del embarazo en los casos estipulados por la ley.